# Grand Prix d'Isbergues 1989
Il Grand Prix d'Isbergues 1989, quarantatreesima edizione della corsa, si svolse il 17 settembre 1989 su un percorso di 221,5 km, con partenza e arrivo a Isbergues. Fu vinto dal belga Sammie Moreels della Lotto davanti al suo connazionale Peter De Clercq e al francese Martial Gayant.

## Ordine d'arrivo (Top 10)
| Pos. | Corridore                     | Squadra                       | Tempo    |
| ---- | ----------------------------- | ----------------------------- | -------- |
| 1    | Sammie Moreels                | Lotto                         | 5h39'25" |
| 2    | Peter De Clercq               | Lotto                         |          |
| 3    | Martial Gayant                | Toshiba                       |          |
| 4    | Jose-Luis Villanueva Orihuela | ONCE-Look-Mavic               |          |
| 5    | Carlo Bomans                  | Domex-Weinmann-Merckx         |          |
| 6    | Hendrik Redant                | Lotto-Vitus-Assos-Opel        |          |
| 7    | Willem Van Eynde              | Lotto-Vitus-Assos-Opel        |          |
| 8    | Henk Lubberding               | Panasonic-Isostar-Colnago-Agu |          |
| 9    | Benjamin Van Itterbeeck       | Lotto-Vitus-Assos-Opel        |          |
| 10   | Dirk De Wolf                  | Hitachi-Merckx-Mavic          |          |